# Niorcani, Soroca
Niorcani este un sat din cadrul comunei Tătărăuca Veche din raionul Soroca, Republica Moldova.

## Istoric
Niorcani a fost întemeiat de țăranii din satele vecine în 1830, probabil pe locul unei așezări mai vechi, cunoscute în istorie ca Larova. La 1923 aici activa o școală primară. În perioada 1986-1992 satul s-a numit Poienița.

## Demografie

### Structura etnică
Structura etnică a satului conform recensământului populației din 2004:
| Grup etnic         | Populație | % Procentaj |
| ------------------ | --------- | ----------- |
| Moldoveni / Români | 510       | 97,33%      |
| Ucraineni          | 6         | 1,15%       |
| Ruși               | 6         | 1,15%       |
| Găgăuzi            | 2         | 0,38%       |
| Total              | 524       | 100%        |